# Clearing
Clearing (ang. rozliczenie) – procedura obrotów finansowych, w której podmiot clearingowy działa jako pośrednik i przyjmuje na siebie role kupującego i sprzedającego w danej transakcji w celu zabezpieczenia zamówień między dwiema stronami. Praktyka taka stosowana jest zwłaszcza w obrocie międzynarodowym między przedsiębiorstwami.
Inaczej zwana praktyką transakcji kompensacyjnych. Transakcje kompensacyjne charakteryzują się wiązaniem po stronie importu i eksportu większej liczby towarów niż jeden (w przeciwieństwie do barteru).
Wyróżnia się dwie formy kompensaty: kompensatę pełną i częściową. Kompensata pełna objawia się wymianą towarów bez udziału dewiz. W odróżnieniu od kompensaty pełnej kompensata częściowa charakteryzuje się wykorzystaniem dewiz do rozliczenia tej części wymiany, która nie została zbilansowana w formie naturalnej. Transakcje kompensacyjne ograniczają zakres wymiany między partnerami przez możliwości słabszego partnera.
Podstawą clearingu mogą być zarówno umowy handlowe zawierane w celu równoważenia wartości obrotów i określające ilość i rodzaj towarów jak i umowy płatnicze ustalające warunki przeprowadzenia rozliczeń między partnerami. Płatność gotówkowa może być przeprowadzana tylko pomiędzy dwoma partnerami i wyrównywać różnicę bilansową w saldzie końcowych stron dwu- lub wielostronnych zobowiązań wynikających z umów cywilnoprawnych, publicznoprawnych, lub umów o mieszanym charakterze.
Clearing czyniony jest często poprzez izby rozliczeniowe, czyli instytucje finansowe posiadające odpowiedniej wielkości kapitał i dające gwarancje wypełnienia kontraktu dla obu stron transakcji. Praktycznie kupujący i sprzedający mają zobowiązania wobec izby, a nie wobec siebie.
W bankowości pojęcie to odnosi się do obliczania wzajemnych należności i zobowiązań pomiędzy bankami, często cyklicznie (np. w ramach sesji rozliczeniowych), do których powoływane są izby rozliczeniowe (domy clearingowe). Wówczas clearing jest formą bezgotówkowych, dwustronnych lub wielostronnych, rozliczeń płatniczych. Izby rozliczeniowe to organizacje tworzone dla ułatwienia i usprawnienia międzybankowego obrotu bezgotówkowego. Izba rozliczeniowa na podstawie przedstawionych przez banki dokumentów płatniczych zestawia kwoty należności i zobowiązań wszystkich uczestników izby wobec siebie, a następnie dokonuje wzajemnych kompensacji, w efekcie czego między bankami regulowane są jedynie nieskompensowane ostatecznie salda rozliczeń.
W polskim systemie bankowym przykładem izby rozliczeniowej realizującej zlecenia płatnicze między bankami jest utworzona w 1992 roku Krajowa Izba Rozliczeniowa S.A., która powstała z inicjatywy Związku Banków Polskich, 16 największych banków oraz Narodowego Banku Polskiego.
Izby rozliczeniowe tworzone mogą być również dla uczestników rynku kapitałowego (np. giełd), ułatwiając wzajemne rozliczenia z tytułu zawartych transakcji instrumentami finansowymi. Przykładowo, izba rozliczeniowa w transakcjach „financial futures” i transakcjach opcyjnych zawieranych na giełdzie umożliwia rozliczenia zawartych kontraktów oraz zapewnia płynność rozliczeń. Każda transakcja zawarta pomiędzy członkami giełdy jest przekazywana do rozliczenia w izbie rozliczeniowej, która po zweryfikowaniu i potwierdzeniu transakcji staje się następnie stroną kontraktu zarówno dla kupującego, jak i dla sprzedającego, przejmując na siebie ryzyko wykonania transakcji. W celu zagwarantowania rozliczeń transakcji poza posiadaniem odpowiedniego poziomu kapitałów własnych izba pobiera od swych członków prowizję rozrachunkową. Ponadto, w celu zapewnienia bezpieczeństwa realizacji transakcji, izba rozliczeniowa domaga się od stron transakcji dodatkowych świadczeń, np. od nabywcy opcji uiszczenia premii, od sprzedawcy złożenia depozytu zabezpieczającego w wyznaczonej przez siebie wysokości.

## Rodzaje clearingu
Wyróżnia się trzy rodzaje clearingu:
- bankowy
- między przedsiębiorstwami
- między państwami (bilateralny i multilateralny)

## Historyczne przykłady wykorzystania transakcji kompensacyjnych
W dobie Wielkiego Kryzysu wiele państw dążąc do zbilansowania handlu zagranicznego zawierało umowy kompensacyjne. Przykładowo w Polsce dużą aktywność przejawiało Polskie Towarzystwo Handlu Kompensacyjnego. W Niemczech zawieszono wymienialność marki na waluty obce, co zmuszało zagranicznych eksporterów do zakupu towarów niemieckich. Powszechnie posługiwano się bilateralnym clearingiem, aby oszczędzać na wydatkach dewizowych. W roku 1938 w Niemczech istniało 40 porozumień clearingowych pokrywających 80% niemieckiego importu.